# مضاد فطري
المضادات الفطرية هي أدوية تستخدم في علاج الإصابات الفطرية مثل مرض قدم الرياضي ومرض القوباء الحلقية بالإضافة للعدوى بالمبيضات البيض والعدوى الفطرية الجهازية.
لقد كان للانتشار المروع لكل من عدوى النسوجيات وعدوى الكورانية في نهاية القرن التاسع عشر الأثر الأكبر في دفع الجهود باتجاه إيجاد دواء فعال لعلاج تلك العدوى الخطيرة والقاتلة. لكن لسوء الحظ فلم تتكلل هذه الجهود بالنجاح حتى 1960 وذلك بالتوصل إلى كل من النيستاتين والأمفوتيريسين ب والفيليبين والهامايسين.
تعدّ التطورات الحاصلة على المستوى الطبي في مجال علاج السرطان وزرع الأعضاء بالإضافة إلى الوقاية المتبعة عند الإصابة بالإيدز هي المسؤولة عن الارتفاع الخطير في معدل إصابة الأشخاص بخلل في جهاز المناعة مما يجعلهم عرضة لعدوى فطرية قد تهدد حياتهم. وبناءً عليه فقد تم العمل الجاد لإيجاد طرق جديدة لعلاج هكذا عدوى تتجاوز بفعاليتها الطرق التقليدية في العلاج.

## تاريخ
في ستينيات القرن الماضي تم التوصل إلى اكتشاف كل من النستاتين والأمفيتراسين ب والفيليبين والهامايسين كمضادات فطرية ولكن بسبب سميتها فقد تم استبعاد الفيليبين وأبقى على استخدام النستاتين والهامايسين للاستخدام الموضعي وعلى الأمفيتراسين ب للعلاج الجهازي.
كما تم التوصل أيضاً إلى اكتشاف فلوسايتوسين ذو التأثير الفعال على كل من المبيضات والرشاشيات. حالياً يتم استخدامه فقط مع الأمفيتراسين ب.
ومن ثم تم اكتشاف مركبات الآزول والتي تعدّ حقبة جديدة في تاريخ المضادات الفطرية من حيث فعاليتها وسميتها الخفيفة. أول هذه المركبات كان كلوتريمازول الذي اكتشف لاحقاً بأنه يسبب أضرار عند اعطائه بشكل جهازي واقتصر استخدامه على العلاج الموضعي. أما المركب الثاني فهو مايكونازول وقد تم استخدامه حقناً عن طريق الوريد لسنوات عديدة قبل أن يكتشف تأثيره الضار وتحوله إلى دواء للاستخدام الموضعي. ثم تم اكتشاف كيتانونازول حيث اعتبر مرحلة جديدة في عمر هذه المركبات حيث تتمتع بفعالية دوائية ذات طيف واسع في علاج الفطريات عند استخدامه عن طريق الفم. في ثمانيات القرن الماضي تم التوصل إلى فلوكونازول وإتراكونازول.
خلال فترة تطور مركبات الآزول كان العمل جارياً على تعديل الأمفيتراسين ب لزيادة فعاليه والتخفيف من تأثيره السمي وأفضل ما تم التوصل إليه في هذا المجال كان بدمج جزيئات هذه الدواء مع حوامل دهنية.

## مضادات الفطور التقليدية

### 1- مضادات الفطور الببتدية(بالإنجليزية:Antifungal Peptides)
تختلف هذه المركبات في تأثيرها ولكن بشكل عام تعمل هذه المركبات على قتل أو تثبيط النمو عند الفطور من خلال تحليل أو الاقتران أو تخريب الغشاء السيتوبلازمي وتشكيل ثقوب فيه ومن ثم حدوث تسرب في المحتويات الخلوية أو من خلال تأثيرها على السيتوبلازما أو النواة.
تكون مضادات الفطور الببتدية الطبيعية مشتقة إما من:
- الجراثيم (إتيورين (بالإنجليزية: Iturin)، باسيلومايسين (بالإنجليزية: Bacillomycin)، سيرينجوتوكسين (بالإنجليزية: Syringiotoxins)، سيباسيدين (بالإنجليزية: Cepacidines))
- الفطور (إتشينوكاندين (بالإنجليزية: Echinocandins))
- الحشرات (سيسروبين أ، ب Cecropins A and B، دورسومايسين (بالإنجليزية: Drosomycin)، ديرماسنتين (بالإنجليزية: Dermaseptin))
- النباتات (زيماتين (بالإنجليزية: Zeamatin)، فرانجفلولين (بالإنجليزية: Frangufloline)، نومميولارين (بالإنجليزية: Nummularine))
- الثدييات (جالنسين (بالإنجليزية: Gallinacin)).

### 2- مضادات الفطور المانعة لتشكيل الكيتين(بالإنجليزية:Chitin Synthase Inhibitors)
يتواجد الكيتين في الغشاء السيتوبلامي الخلوي ويعد غيابه من جدران الخلايا عند الثدييات هدفاً محتملاً من أهداف الاستراتجيات الدوائية المتبعة في معالجة الفطور. من أم المركبات التي تعمل على تثبيط تركيب الكيتين هي:
نيكومايسين (بالإنجليزية: Nikkomycin) وبولي أوكسين (بالإنجليزية: Polyoxins).

### 3- مضادات الفطور التي تستهدف الغشاء السيتوبلازمي أو الاستقلاب

#### أ)-البولين(بالإنجليزية:Polyenes)
تتحد مركبات هذه المجموعة بسرعة مع المركبات الستيرولية (بالإنجليزية: Sterol) وبشكل محبب الأرجيستيرول (بالإنجليزية: Ergosterol)، الذي يشكل الستيرول الرئيسي في تركيب غشاء الخلية الفطرية. بينما تتحد بشكل أقل حدة مع الكولسترول، المكون الستيرولي الرئيس في جدارن الخلايا عند الثدييات. كنتيجة لهذا الاتحاد يحدث تخريب لجدران الخلايا مع حدوث تسرب للبوتاسيوم والمغنيزيوم المتواجدان داخل الخلايا ومن ثم موت الخلية الفطرية. من جهة أخرى تخرب هذه المركبات الأنزيمات المسؤولة عن عملية الأكسدة في الخلايا المستهدفة وبالتالي موت الخلايا. تتضمن هذه المجموعة مركبات تستخدم بشكل شائع في علاج العدوى الفطرية:
- نيستاتين (بالإنجليزية: Nystatin): يستخدم للعلاج الموضعي على شكل معلق يؤخذ عن طريق الفم.
- أمفوتيراسين ب (بالإنجليزية: Amphotericin B): يستخدم للعلاج الجهازي عن طريق الحقن بالوريد ويتواجد تحت عدة أسماء تجارية.
- SPA-S-753 (ن ميثيلأمينوأستيل-بارترسين أ2 ديمثيلأمينوإثيلأميد ديسوربيت) (N-dimethylaminoacetyl-partricin A2-dimethyl-aminoethylamide diascorbate)

#### ب)-الآزول(بالإنجليزية:Azoles)
تعمل هذه المركبات على تثبيط السايتوكروم عند الفطور، ديميثيليز الموسوم س14. حيث أن تثبيط هذا الإنزايم يؤدي إلى منع تشكل الأرجوستيرول من أجل جدار الخلية الفطرية. أيضاً يتم تعطيل أنزيمات الأكسدة المترافقة مع الغشاء الخلوي بالإضافة إلى تجمع الدهون الفوسفورية ضمن الخلية وبالتالي موتها. تقسم هذه المجموعة كيميائياً إلى مجموعتين:
- إميدازول (بالإنجليزية: Imidazoles): تتضمن كلوتريمازول (بالإنجليزية: Clotrimazole)، إيكونازول (بالإنجليزية: Econazole)، كيتوكونازول (بالإنجليزية: Ketoconazole)، مايكونازول (بالإنجليزية: Miconazole).
- تريآزول (بالإنجليزية: Triazoles): تتضمن فلوكونازول (بالإنجليزية: Fluconazole)، إتراكونازول (بالإنجليزية: Itraconazole)، تيركونازول (بالإنجليزية: Terconazole)، أمورولفين (بالإنجليزية: Amorolfine).